# Netta Duchâteau
Netta Duchâteau (* 21. Dezember 1910 in Namur; † 24. Mai 1994 in Monaco) war eine belgische Schönheitskönigin.
Duchâteau kam als Tochter eines Ingenieurs zur Welt. Sie wurde am 7. September 1930 zur Miss Belgien gewählt. Im Februar 1931 nahm sie an der Wahl zur Miss Europe teil. Am 16. Juni 1931 wurde sie in Galveston als erste Belgierin zur Miss Universe gekürt.
Sie wirkte danach als Schauspielerin in einigen Filmen mit und wurde bekannt als das Gesicht von Miss Belga in der Werbung des Zigarettenherstellers Belga.